# ヨハン・フェスリンク
ヨハン・フェスリンク（Johann Vesling、ラテン語名：Veslingius、1598年 – 1649年8月30日）は、ドイツ（神聖ローマ帝国）生まれで、イタリアで働いた解剖学者、植物学者である。フェスリンクの解剖書は江戸に伝わり、山脇東洋の蔵書となり、『解体新書』の刊行に際して参考とされた『ヘスリンキース解体書』として知られる。
ドイツのミンデンに生まれた。幼いときに家族とともにヴェネツィアへ移り、ヴェネツィアで医学を学び 、ヴェネツィア大学の解剖の執刀者として採用された。ヴェネツィア領事の個人医師としてエジプト、エルサレムに赴き、中東の薬用植物などの研究を行った。1632年にパドヴァ大学で解剖学、外科の教授となった。弟子にトーマス・バルトリンがいる。1637年にアルピノ・アルピーニが没すると後を継いで、パドヴァ大学の植物園の園長に任じられた。
1641年に解剖書、Syntagma anatomicum, publicis dissectionibus, in auditorum usum, diligenter aptatum を出版し、これは一般的な教科書となった。著書の中で、リンパ系について論じた。血液循環の研究を行い、大脳動脈輪についてを最初に記述した医師の1人である。

## 著書の図版

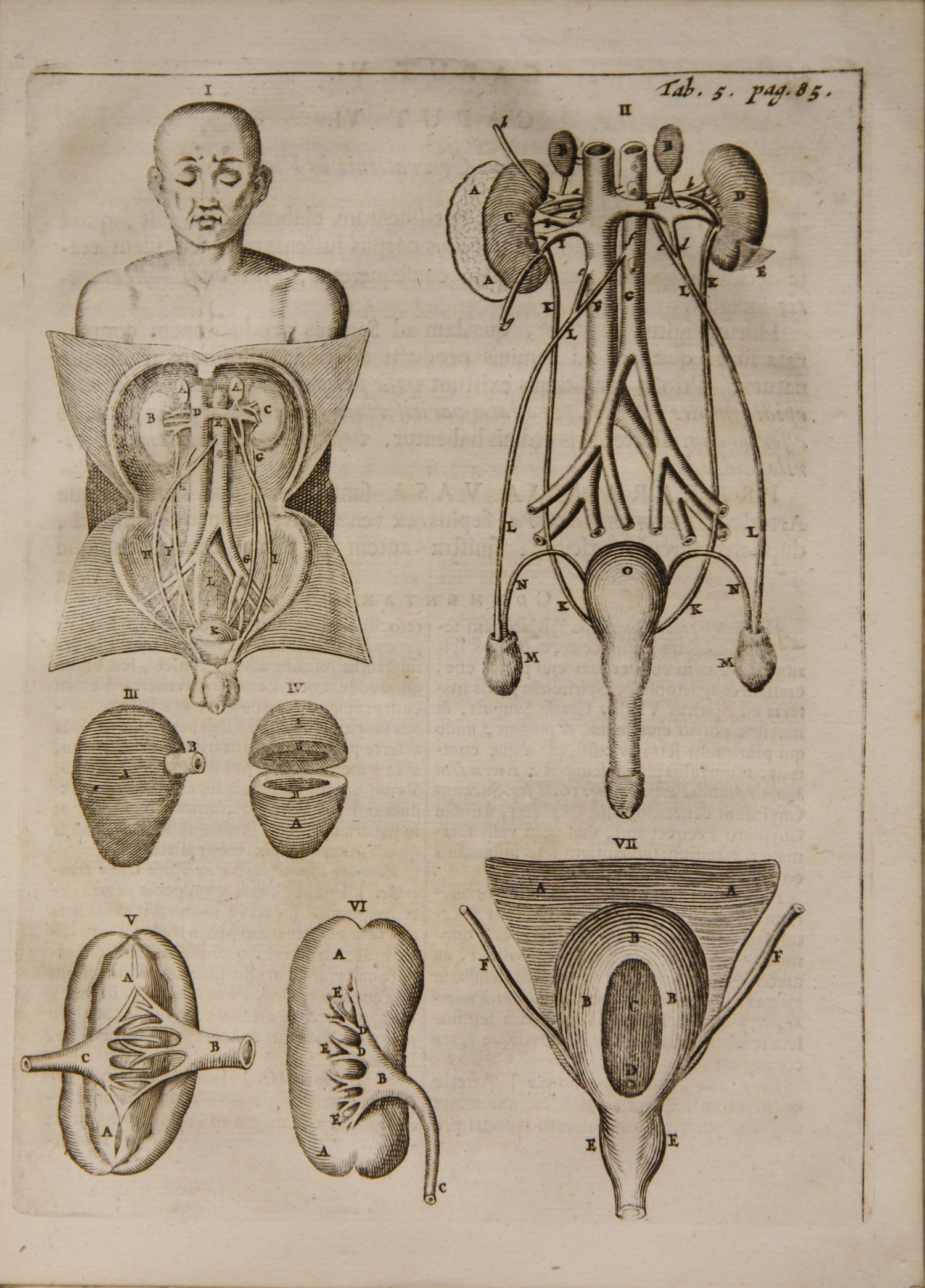
解剖書''Syntagma anatomicumの図
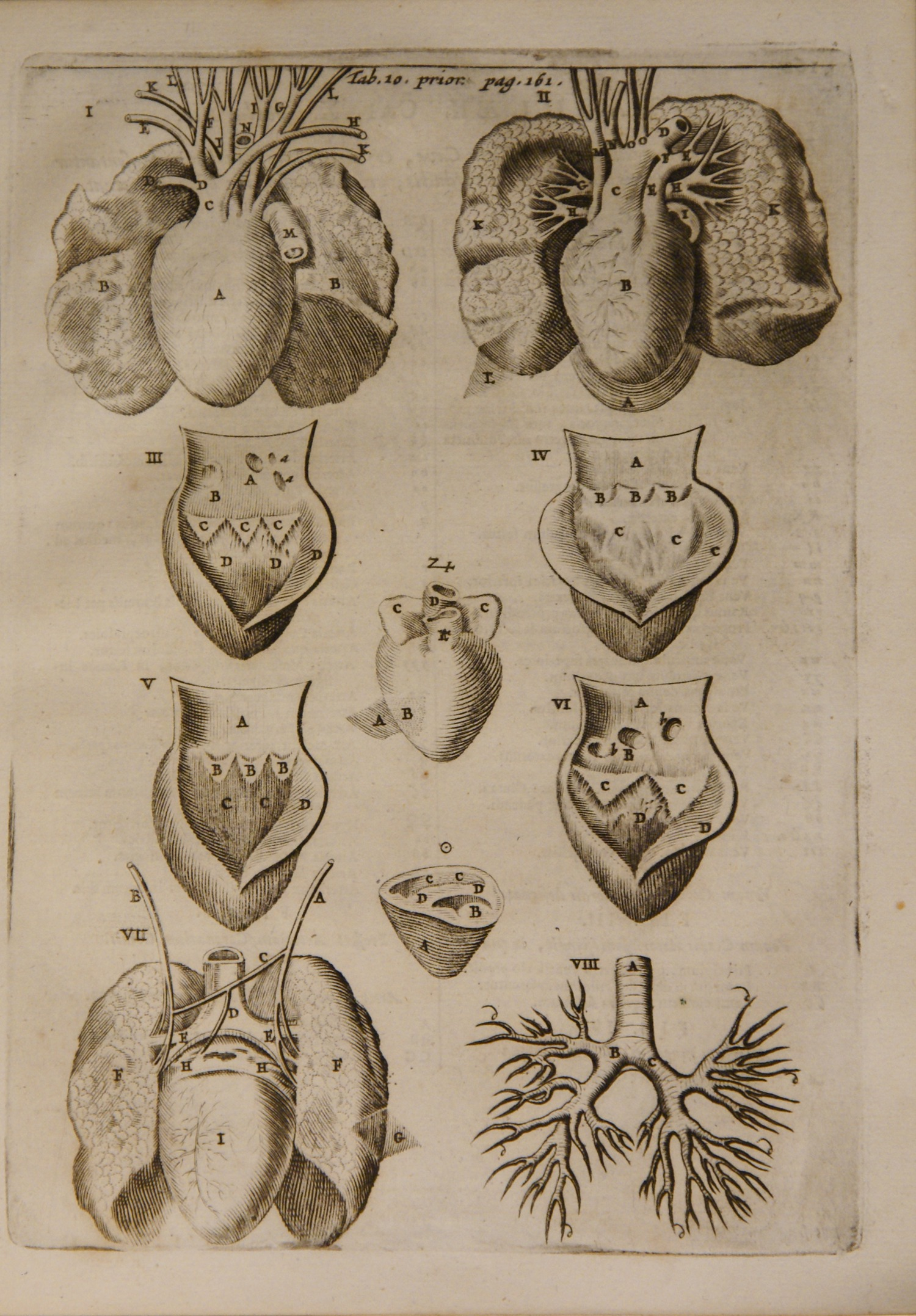